# فيكرز فالنتيا
فيكرز فالينتيا (Vickers Valentia) طائرة مائية بريطانية مصممة أثناء الحرب العالمية الأولى.

## المواصفات (فالينتيا)
البيانات من Vickers Aircraft since 1908 
الخصائص العامة
- الطاقم: Five[2]
- الطول: 58 ft 0 in (17.68 m)
- باع الجناح: 112 ft 0 in (34.15 m)
- الارتفاع: ft in (m)
- الوزن فارغة: 10,000 lb (4,545 kg)
- الوزن محملة: 21,300 lb (9,682 kg)
- محرك الطائرة: 2 × Rolls-Royce Condor piston engine, 600 hp (448 kW)  الواحد

الأداء
- السرعة القصوى: 105 mph (168 km/h, 91 kn)
- Endurance: 4 hours 30 min[3]
- Time to: 6,000 قدم (1,800 م) 9.5 min[2]

1. ↑  Andrews and Morgan 1988, p.482.
2. 1 2  "The Vickers-Saunders flying boat "Valentia"". الطيران الدولي. ج. XIII ع. 11: 191. 17 March 1921. مؤرشف من الأصل في 28 سبتمبر 2017. اطلع عليه بتاريخ أغسطس 2020. {{استشهاد بدورية محكمة}}: تحقق من التاريخ في: |تاريخ الوصول= (مساعدة)
3. ↑  London 2003, pp.266—267.